# Peacock Ridge
Peacock Ridge ist ein Gebirgskamm im ostantarktischen Enderbyland. Er ragt zwischen Mount Soucek und Mount Porteus im nördlichen Teil der Tula Mountains auf.
Kartiert wurde er anhand von Luftaufnahmen, die Teilnehmer einer Mannschaft der Australian National Antarctic Research Expeditions im Jahr 1956 anfertigten. Das Antarctic Names Committee of Australia (ANCA) benannte den Gebirgskamm nach David Peacock, Able Seaman auf der RSS Discovery bei der British Australian and New Zealand Antarctic Research Expedition (BANZARE, 1929–1931) unter der Leitung des australischen Polarforschers Douglas Mawson.